# Серафим (Мелконян)
Митрополит Серафим (в миру Владимир Сетракович Мелконян; род. 29 декабря 1961, Адлер, Краснодарский край) — епископ Русской православной церкви, митрополит Балтийский и Светлогорский, Патриарший наместник Калининградской митрополии.

## Биография
В 1979 году окончил среднюю школу, после окончания школы работал в строительном управлении разнорабочим.
В 1980—1982 годах служил в армии.
В 1982 году переехал в город Уфу, где трудился в Епархиальном управлении на должности сторожа-истопника, а также нёс послушание чтеца при Покровском храме города Уфы.
В 1984 году по благословению правящего епископа Уфимского и Стерлитамакского Анатолия (Кузнецова) подал документы на поступление в Одесскую Духовную семинарию и в том же году был зачислен в первый класс семинарии. В 1988 году окончил семинарию и был принят в Московскую Духовную академию, которую окончил в 1992 году.
В 1990 году зачислен в число братии Данилова монастыря города Москвы.
6 декабря 1990 года был пострижен наместником монастыря архимандритом Ипполитом (Хилько) в монашество с именем Серафим в честь преподобного Серафима Саровского.
10 января 1991 года Патриархом Алексием II рукоположён во диаконы в Троицком соборе Данилова монастыря.
9 апреля того же года в храме Воскресения Христова в Сокольниках архиепископом Валентином (Мищуком) был рукоположён в сан иеромонаха.
22 октября 1991 года решением Священного Синода вместе с иеромонахами Гурием (Кузьменко) и Пименом (Хараимом) был назначиен членом Русской духовной миссии в Иерусалиме. 31 декабря прибыл в Миссию.
В 1995 году награждён наперсным крестом.
В 1997 году в храме Святой Троицы в Иерусалиме патриархом Алексием II возведён в сан игумена.
5 октября 1999 года решением Священного синода в связи с окончанием срока командировки освобождён от должности духовника́ Горненского монастыря в Иерусалиме и направлен в распоряжение председателя Отдела внешних церковных связей митрополита Кирилла (Гундяева).
По возвращении в Россию служил в должности заведующего сектором православного паломничества в ОВЦС.

### Архиерейство
Решением Священного Синода от 3 апреля 2001 года избран епископом Балтийским, викарием Смоленской епархии.
18 апреля того же года, за богослужением в храме Святой Троицы в Хорошёве митрополитом Смоленским и Калининградским Кириллом возведён в сан архимандрита.
18 мая того же года в храме Всех святых, в земле Российской просиявших, Патриаршей и синодальной резиденции Свято-Данилова монастыря города Москвы был наречён во епископа Балтийского, викария Смоленской епархии.
19 мая того же года в Богоявленском кафедральном соборе состоялась его епископская хиротония, которую совершили: Патриарх Московский и всея Руси Алексий II, митрополит Крутицкий и Коломенский Ювеналий (Поярков), митрополит Смоленский и Калининградский Кирилл (Гундяев), митрополит Солнечногорский Сергий (Фомин), митрополит Волоколамский Питирим (Нечаев), архиепископ Истринский Арсений (Епифанов), епископ Житомирский и Новоград-Волынский Гурий (Кузьменко), епископ Орехово-Зуевский Алексий (Фролов), епископ Красногорский Савва (Волков), епископ Магаданский и Синегорский Феофан (Ашурков).
В июне 2008 года включён в состав Общественной палаты Калининградской области первого созыва.
C 31 марта 2009 года, после выделения Калининградской епархии из состава Смоленской, сохраняя прежний титул, стал викарием Калининградской епархии.
1 февраля 2011 года во вторую годовщину интронизации патриарха Кирилла награждён орденом преподобного Серафима Саровского II степени в связи с 50-летием со дня рождения.
12 сентября 2011 года указом Губернатора Калининградской области от № 207 «Об утверждении членов Общественной палаты Калининградской области второго состава» включён в состав Общественной палаты Калининградской области третьего состава.
26 сентября 2014 года указом губернатора Калининградской области № 217 «Об утверждении членов Общественной палаты Калининградской области» включён в состав Общественной палаты Калининградской области третьего состава, оставшись единственным из 12 членов второго созыва, кто сохранил эту должность.
21 октября 2016 года решением Священного синода назначен епископом Калининградским и Балтийским, правящим архиереем Калининградской епархии, из которой одновременно была выделена Черняховская епархия.
20 ноября 2016 года за литургией в Храме Христа Спасителя в Москве в ходе празднования 70-летия патриарха Кирилла «за усердное служение Церкви Божией в Калининградской епархии» был возведён им в сан архиепископа.
Решением Священного синода от 24 августа 2023 года присвоен титул «Балтийский и Светлогорский»; определено быть Патриаршим наместником Калининградской митрополии.
28 августа 2023 года в Успенском соборе Московского Кремля патриархом Кириллом возведен в сан митрополита.

## Награды
Церковные
- 2011 — орден прп. Серафима Саровского II ст.[14];
- 2021 — орден прп. Сергия Радонежского II ст[15].

Светские
- 2016 — медаль «150 лет основания института судебных приставов»[16].
- 2023 — почетный гражданин Калининграда[17].

## Публикации
- Горненский женский монастырь на Святой Земле / Русская Духовная миссия в Иерусалиме Московского Патриархата; Сост. иером. Серафим (Мелконян). — Иерусалим, 1997.
- Слово архимандрита Серафима (Мелконяна) при наречении во епископа Балтийского, викария Смоленско-Калининградской епархии // Журнал Московской Патриархии. 2001. — № 6. — С. 8-17.
- «Я лично знаком с Элиной Сушкевич и не верю, что она виновна». Архиепископ Серафим // pravmir.ru, 19 сентября 2022

интервью
- Русский монастырь во Святой Земле. Беседа с игуменом Серафимом (Мелконяном) / интервью — вопросы: Борисова М., интервью — ответы // Журнал Московской Патриархии. 2000. — № 1. — С. 63-80.
- Интервью епископа Балтийского Серафима для «РИА Новости», 23.03.2010
- Интервью епископа Балтийского Серафима газете «Комсомольская правда» (недоступная ссылка), 12 июля 2012
- Интервью епископа Балтийского газете «Вечерний трамвай» (недоступная ссылка) // 15.10.2012
- Епископ Балтийский Серафим: дата Апокалипсиса не известна ни одному человеку // freekaliningrad.ru, 14.12.2012
- Сто лет назад здесь шли сражения первой мировой. Беседа с епископом Балтийским Серафимом // pravoslavie.ru, 22 августа 2014 г.